# Klever Straße (Düsseldorf)
Die Klever Straße ist eine innerörtliche Landesstraße in Düsseldorf, Stadtbezirk 1 (L 455). In der Straßenachse verläuft die Grenze zwischen den Stadtteilen Pempelfort und Golzheim. Die Straße kreuzt unter anderem die Fischerstraße und die Kaiserswerther Straße und verbindet die Jülicher Straße in Derendorf mit der Cecilienallee (B 1) am Rhein.

## Funktion
Die Klever Straße hat die Funktion eines innerörtlichen Hauptverkehrszugs und einer Ringstraße. Ihr Bau sollte die Nordstraße entlasten, deren Funktion sich schon zu Beginn des 20. Jahrhunderts von einer Hauptverkehrsstraße in Richtung einer Einkaufs- und Geschäftsstraße verschoben hatte.

## Benennung

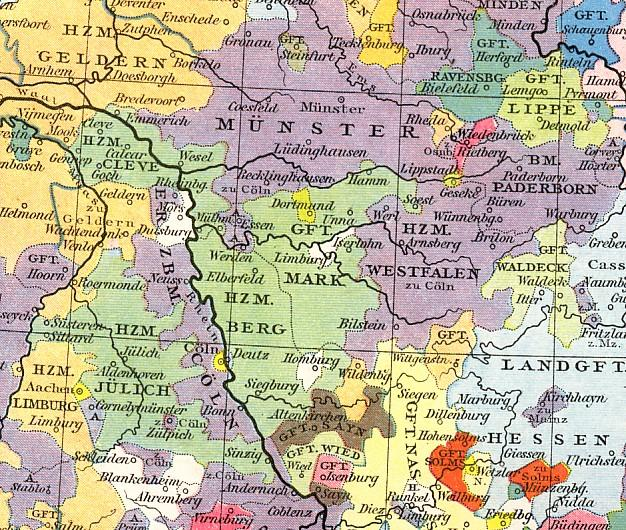
Karte der Vereinigten Herzogtümer Jülich-Kleve-Berg (grün)

Anna von Kleve, vierte Frau Heinrich VIII. von England, ist die bekannteste Düsseldorferin mit dem Namen Kleve

In ihrem Namen, dessen Vergabe am 28. März 1893 in die Zeit des Historismus fällt, erinnert die Straße an die Grafen von Kleve und die Nachfahren Herzog Adolfs II. in der märkischen Stammlinie Kleve sowie an ein historisches niederrheinisches Territorium, das in bestimmten Phasen der Stadtgeschichte von Düsseldorf als Hauptstadt aus regiert wurden: an das Herzogtum Kleve im Verbund der Vereinigten Herzogtümer Jülich-Kleve-Berg und im Verbund des Großherzogtums Kleve und Berg, ferner an den Regierungsbezirk Kleve, der 1822 im Regierungsbezirk Düsseldorf aufging. Die Fortsetzung der Klever Straße ist – nicht ohne Grund – die Jülicher Straße, die auf das mit Kleve zeitweise verbundene Herzogtum Jülich verweist. Eine Parallelstraße ist die Pfalzstraße, die Bezüge auf das Herzogtum Pfalz-Neuburg und auf die Kurpfalz herstellt, welche zeitweise ebenfalls von Düsseldorf aus regiert wurden. Auch die Klever Union, durch die eine Personalunion großer Herrschaftsgebiete in Nordwestdeutschland entstand, kommt als Bezugspunkt der Straßenbenennung in Betracht. In ihrer räumlichen Nähe erinnern die Straßen ferner an den folgenreichen Jülich-Klevischen Erbfolgestreit, in dessen Ergebnis, dem Vertrag von Kleve, die Häuser Hohenzollern-Brandenburg-Preußen und Wittelsbach-Pfalz-Neuburg ihre Machtinteressen im Rheinland und in Westfalen zu einem Ausgleich brachten. Eine herausragende historische Bedeutung hatten der Streit und sein Ausgang insofern, als sie Preußen, seine Politik und Kultur für viele Jahrhunderte im Westen Deutschlands Fuß fassen ließen. Städtebau und Architektur der Klever Straße künden noch heute davon.

## Geschichte

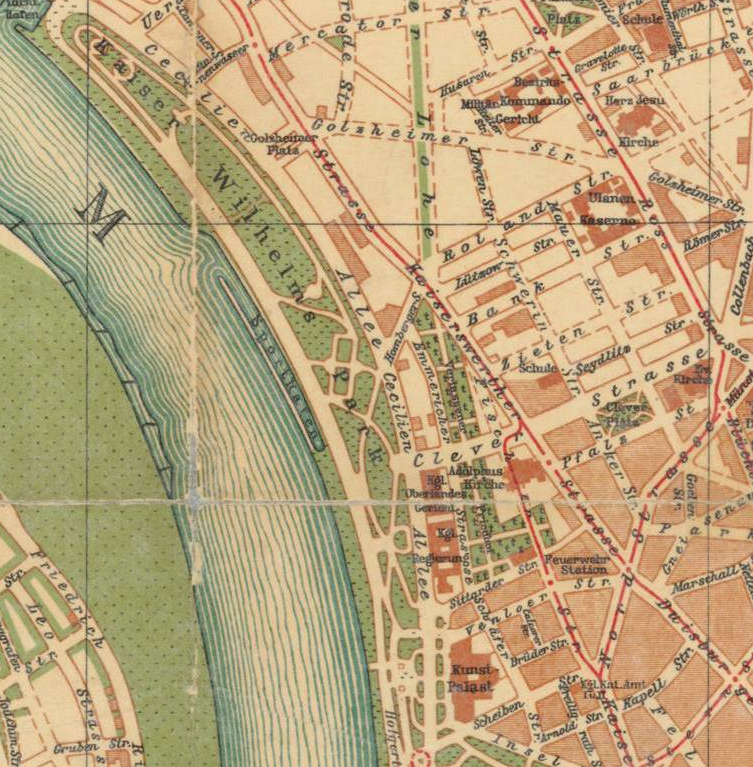
Darstellung der „Clever Strasse“ in einem Stadtplan von 1909

Erbaut wurde die Klever Straße zwischen den 1890er Jahren und dem Ersten Weltkrieg in der Form eines breiten Boulevards. 1899 eröffnete die Düsseldorf-Duisburger Kleinbahn den schienengebundenen öffentlichen Personennahverkehr auf der Strecke Düsseldorf-Kaiserswerth und kreuzte auf der Kaiserswerther Straße die „Clever Straße“ – so die ursprüngliche Schreibweise. Bereits zur Zeit der Industrie- und Gewerbeausstellung Düsseldorf 1902, die nach der Rheinufervorschiebung und Anhebung der Golzheimer Insel (1898–1902) das Rheinufer nördlich der Altstadt völlig umgestaltet hatte, war die Klever Straße zwischen der Kaiserswerther Straße und der Jülicher Straße realisiert, aber erst 1904/1905 wurde ihre Verlängerung durch den Golzheimer Friedhof hindurch bis zum heutigen Rheinpark Golzheim in Angriff genommen.
Die Planung geht auf ein 1884 verhandeltes Gutachten zu einem schließlich im Januar 1885 fertiggestellten Bebauungsplan-Entwurf für die Stadt Düsseldorf zurück. Zu diesem Entwurf hatten die Stadtplaner Josef Stübben, Jean Geoffroy Conrath und Franz Andreas Meyer ein Verkehrskonzept mit Ringstraßen („Stübben-Ringe“), Radial- und Diagonalstraßen vorgeschlagen. Ihr Konzept stand in engem Zusammenhang mit der Hochindustrialisierung in Deutschland und dem dynamischen Wachstum der Stadt, die sich als „Schreibtisch des Ruhrgebiets“ im Begriff sah, bis zum Jahre 1930 eine Millionenstadt zu werden. Stübben, Conrath und Meyer entwickelten ein System dreier im Halbkreis um die Altstadt gelegter Ringstraßen, die sie nach ihrer Lage „Innerer Ring“, „Mittel-Ring“ und „Äußerer Ring“ nannten. Die spätere Klever Straße war in diesem System ein Teil des „Mittel-Rings“, der den prospektierten inneren Stadtverkehr vom Osten an den Rhein führen sollte, wo die Planer einen „Rhein-Quai“ als repräsentative Uferstraße vorsahen. Nach ihrem Entwurf sollte die Klever Straße einen boulevardartigen Ausbau mit einem grünen Mittelstreifen erhalten. Auch einen Straßenstern am östlichen Ende der Klever Straße sahen sie zur Querung wichtiger Diagonalstraßen vor.
Im Rahmen der Städte-Ausstellung für Rheinland, Westfalen und benachbarte Gebiete erhielten der aus Düsseldorf gebürtige Berliner Architekt Bruno Schmitz und der Berliner Bauingenieur Otto Blum 1912 den ersten Preis eines hierzu ausgelobten Wettbewerbs für einen ambitionierten Gesamtbebauungsplan, der bereits acht Rheinbrücken vorsah, auf welchen der Ost-West-Verkehr Düsseldorfs abgewickelt werden sollte. Der Neuordnungsplan Düsseldorf 1949, den der Verkehrs- und Stadtplaner Friedrich Tamms zum Wiederaufbau und zur autogerechten Umgestaltung der Landeshauptstadt entwickelt hatte, sah daran anknüpfend vor, die Klever Straße stärker für überörtliche Verkehre auszubauen und sie nach Westen über den Rheinpark Golzheim und über den Rhein bis hin nach Niederkassel und zur Hansaallee zu verlängern. Weil sich aber zeigte, dass die Oberkasseler Brücke und die Theodor-Heuss-Brücke die Verkehre aufnehmen können, und auch wegen des Drucks, den die öffentliche Kritik des Architektenrings Düsseldorf gegen diese Planung mobilisierte, wurde dieses umstrittene Vorhaben fallen gelassen.

## Bebauung und Straßengestaltung

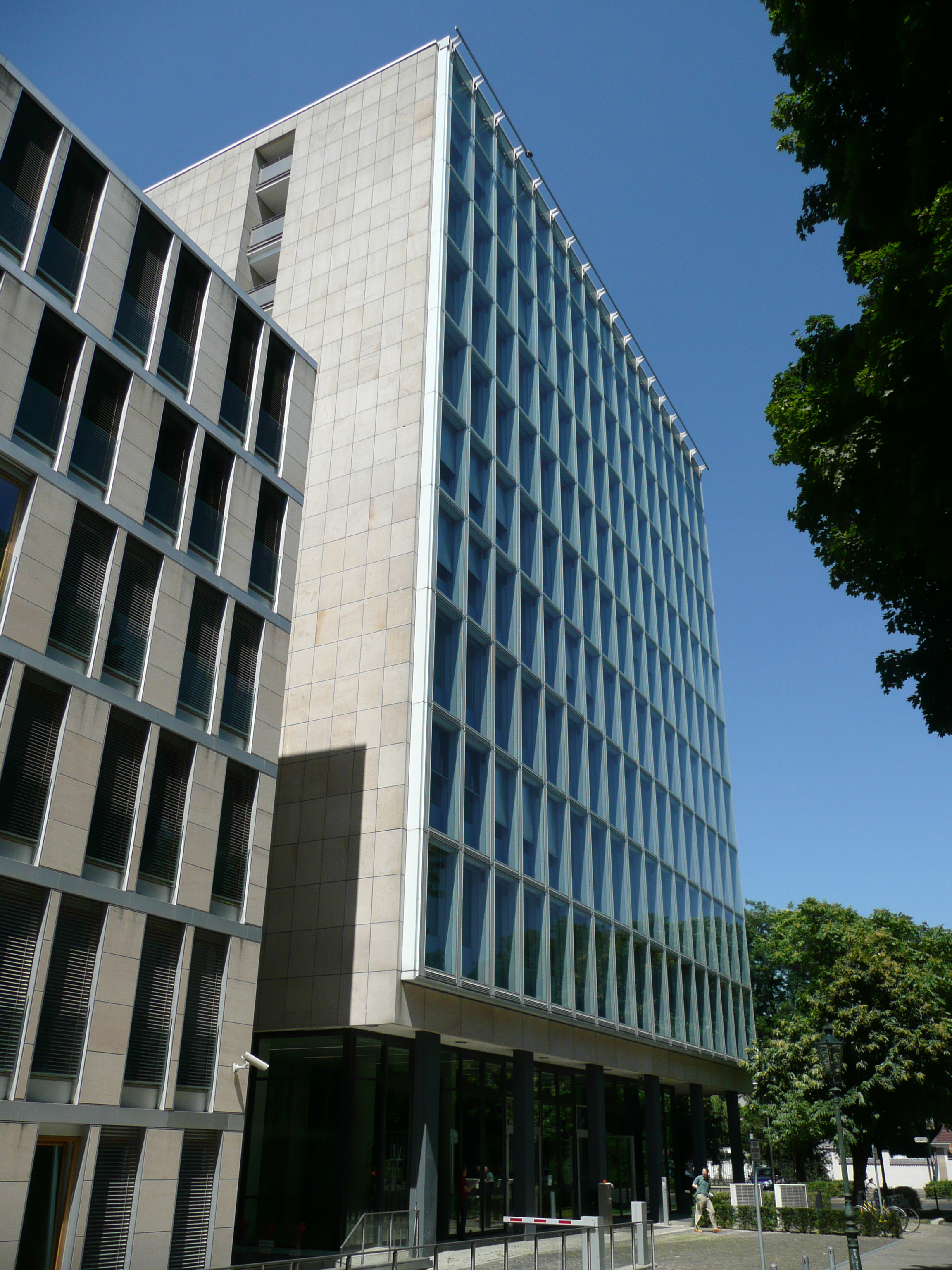
Bürohochhaus des Oberlandesgerichts Düsseldorf, Blick aus der Kurt-Baurichter-Straße in Richtung Klever Straße

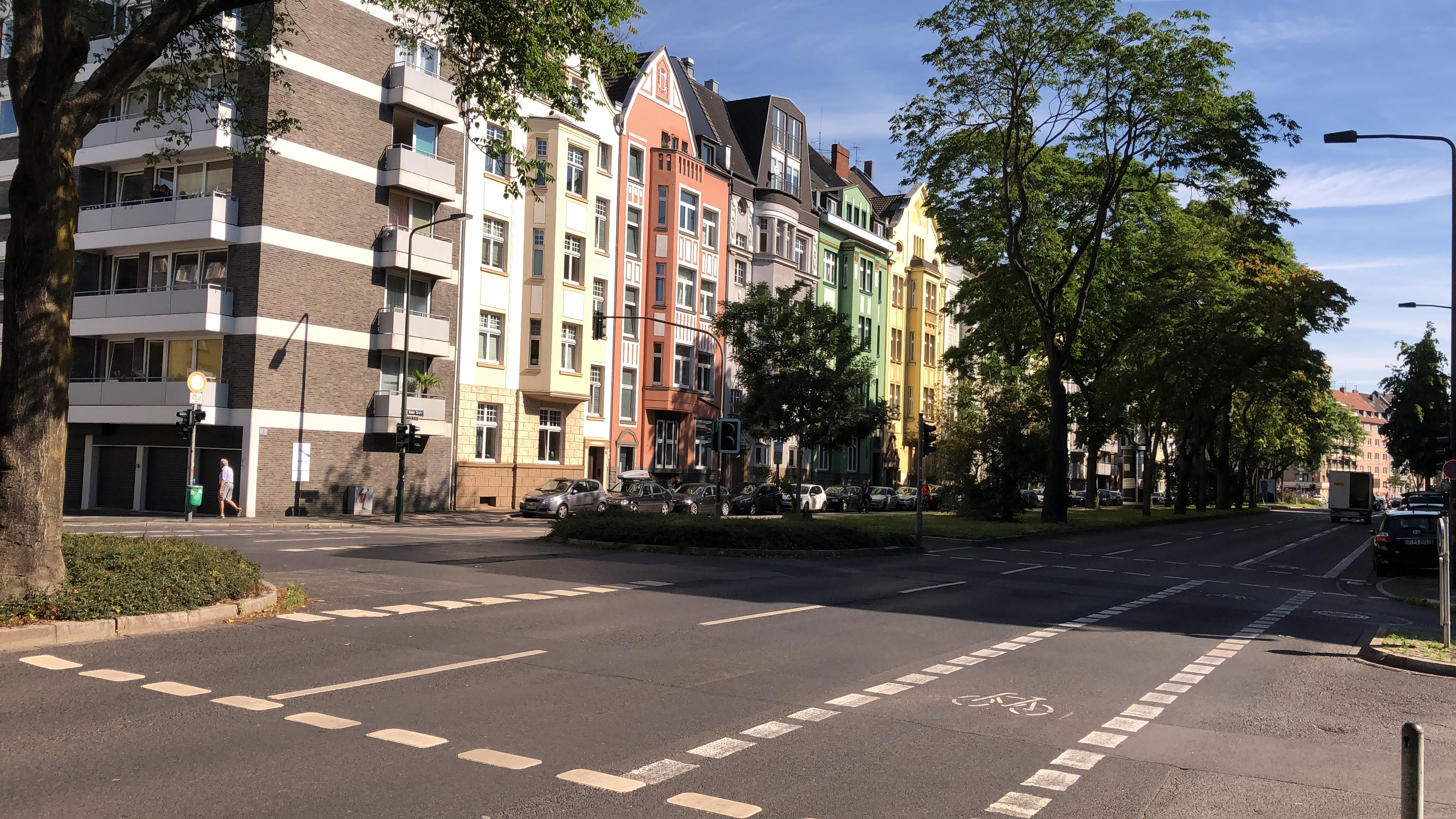
Blick auf die Ecke Klever Straße/Mauerstraße vom Kolpingplatz mit deutlich erkennbarer Lücke in der Straßenbegrünung

Eine doppelte Baumreihe aus Eschen auf einem breiten Pflanzstreifen bildet die Straßenachse als Mittelallee und verleiht dem Straßenraum eine großzügige Begrünung im Sinne der Ideen der Gartenstadt, der Stadthygiene und Stadtbaukunst, die um die Jahrhundertwende im Schwange waren. Am Pfingstmontag 2014 wurde die Allee durch Orkanböen des Tiefdruckgebiets Ela stark in Mitleidenschaft gezogen; einige Bäume stürzten um, bei vielen wurden die Kronen so stark beschädigt, dass sie gefällt werden mussten. Erhebliche Lücken verblieben. Teilweise wurden sie mit dem Japanischen Schnurbaum aufgefüllt.
Geprägt wird die geschlossene Bebauung an den Flanken von bürgerlichen, mehrgeschossigen Wohnhäusern des Jugendstils und der Reformarchitektur, die zu ihrer Entstehungszeit Etagenhäuser genannt wurden. Diese Haustypen sind zumeist mit den für diese Zeit typischen Giebeln und Erkern gestaltet. Als Produkte einer organisierten Immobilienwirtschaft reflektierten sie auf die ökonomische Situation sowie den urbanen Lebensstil einer wachsenden Mittelschicht. Im Abschnitt zwischen Schwerinstraße und Kaiserswerther Straße sind auf der Nordseite auch traufständige Mehrfamilienhäuser aus rotem Backstein im Stil des Neuen Bauens prägend. Mehrfamilienhäuser in den Architekturen der Zeit nach dem Zweiten Weltkrieg finden sich eher vereinzelt. Büro- und Verwaltungsbauten treten im Abschnitt zwischen Fischerstraße und Cecilienallee in Erscheinung, insbesondere die Verwaltungsbauten auf der Rückseite des Oberlandesgerichts Düsseldorf. Das Justizgebäude auf der Ecke zur Kurt-Baurichter-Straße bildet dabei als Hochhaus einen Point de vue und eine städtebauliche Dominante für die Klever Straße in Blickrichtung Westen.
In jeweils nördliche und südliche Richtung, zumeist rechtwinklig abzweigend, erschließen von der Klever Straße aus die Kaiserswerther Straße, die Schwerinstraße und die Mauerstraße als Nebenstraßen die angrenzenden, geschlossen bebauten Altbauquartiere. Große beampelte Kreuzungspunkte bildet die Klever Straße mit der Fischerstraße im Westen sowie der Roßstraße, der Moltkestraße, der Collenbachstraße und der Jülicher Straße im Osten.
In einem Abschnitt in der Mitte zwischen diesen Punkten weitet sich der Straßenraum der Klever Straße im Bereich des Kolpingplatzes nach Süden hin zu einem rechtwinkligen, von Sumpf- und Roteichen gesäumten Platz auf. Dieser in den Jahren 1902 bis 1904 von Heinrich Hillebrecht als wilhelminischer Schmuckplatz konzipierte und 1913 von Walter von Engelhardt entwurflich überarbeitete Stadtraum hieß ursprünglich „Clever Platz“ und wurde später nach dem Theologen Adolph Kolping umbenannt. Nach dem Zweiten Weltkrieg wurde der Schmuckplatz zu einem modernen Spielplatz umgestaltet. Vor einigen Jahren wurde der Bereich im Innern des doppelreihigen Baumgevierts, das den Platz rahmt, durch eine Tiefgarage (Quartiersgarage) unterkellert; anschließend wurde der Spielplatz modernisiert und teilweise neu gestaltet. Entlang der Mauerstraße und der Pfalzstraße findet auf dem Kolpingplatz mittwochs und samstags der Rheinische Bauernmarkt statt.

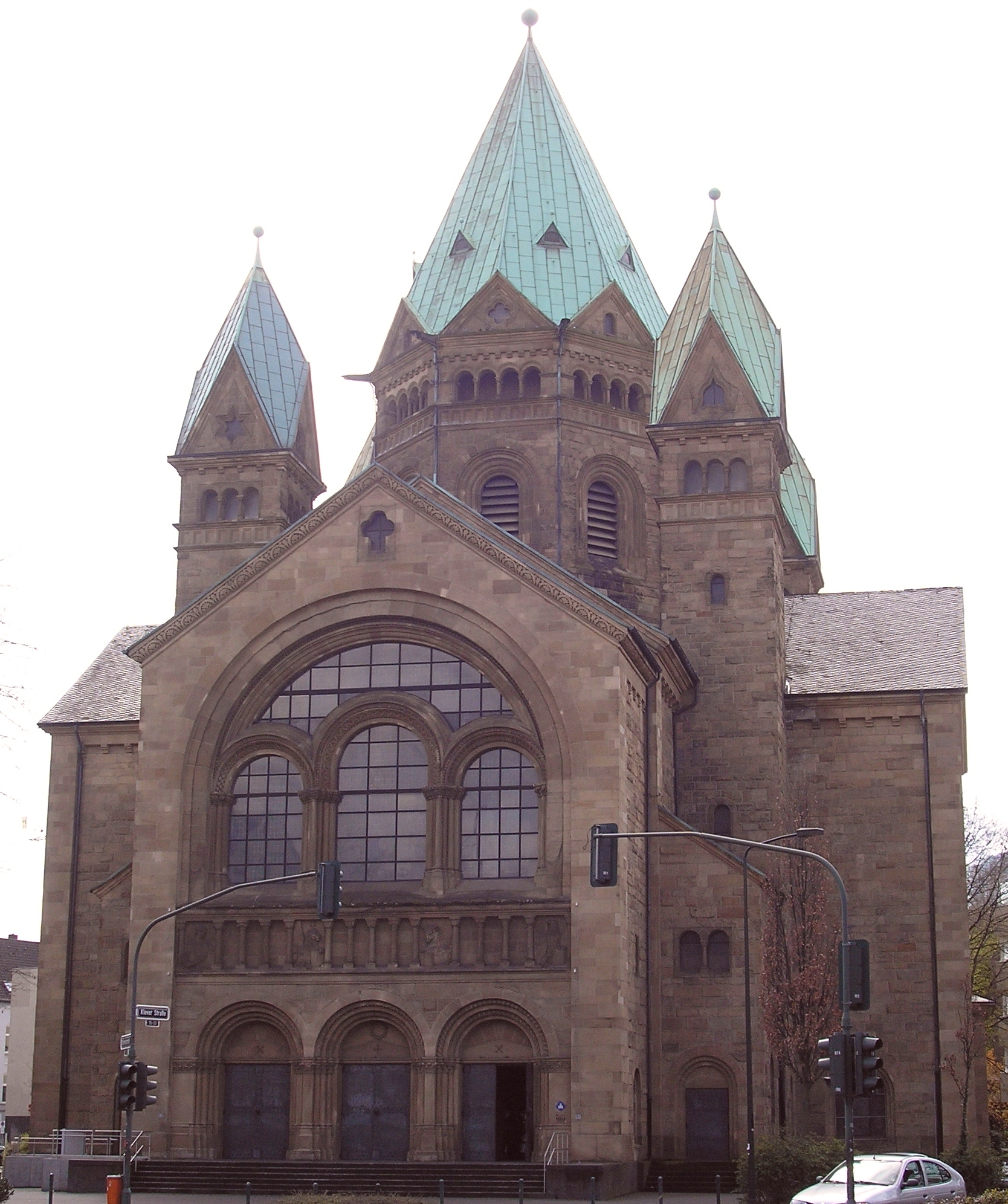
Hauptfassade der Kreuzkirche am Ostende der Klever Straße

Das eindrucksvollste Bauwerk an der Klever Straße stellt die Kreuzkirche dar. Diese evangelische Kirche entstand im Stil der Neoromanik, etwa zeitgleich mit der Klever Straße, und bildet ihren östlichen Auftakt. Das Gotteshaus mit den imposanten kupfergedeckten Türmen ist an vielen Punkten des Stadtgebiets als eine Landmarke sichtbar, fungiert in der Klever Straße als Hauptblickpunkt aus Richtung Westen und beherrscht den Stadtraum am Straßenstern zu seinen Füßen, wo sich die Stadtteile Pempelfort, Golzheim und Derendorf berühren. Dort bietet sich nicht nur der Blick auf die Kreuzkirche, sondern auch auf Heilige Dreifaltigkeit (Jülicher Straße), auf Heilig Geist (Moltkestraße) und auf Herz Jesu (Roßstraße). Am Westende der Klever Straße formulieren zwei neobarocke Justizgebäude eine Art Portalsituation zur Cecilienallee, zum Rheinpark Golzheim und somit zum Landschaftsraum am Rhein hin, nämlich das Gebäude des Oberlandesgerichts Düsseldorf sowie das Palais seines Präsidenten, heute eine Gewerbeimmobilie.
Kurz vor dem Rheinpark Golzheim und der dortigen Einmündung in die Cecilienallee verläuft die Klever Straße mitten durch einen künstlichen Einschnitt im Golzheimer Friedhof. Durch den Straßeneinschnitt zerfällt der historisch bedeutende und daher denkmalgeschützte Friedhof in einen südlichen Teil in Pempelfort und in einen nördlichen Teil in Golzheim. Ursprünglich bildete der zu Beginn des 19. Jahrhunderts auf einer Sandbank entstandene Friedhof hier eine Einheit, die aber 1905 zugunsten der Erschließung der nördlichen Stadtteile Düsseldorfs geopfert wurde. Der Verein Der Golzheimer Friedhof soll leben kümmert sich um die Pflege des Friedhofs und hat es sich mit dem Projekt Golzheimer Friedhofsbrücke sogar zum Ziel gesetzt, die durch die Klever Straße auseinander gerissenen Friedhofsbereiche auf der Hauptachse der Gartenanlage mittels einer 85 m langen Fußgängerbrücke wieder zu verbinden.
Entsprechend der Verkehrsfunktion verfügt die Klever Straße in jeder Richtung über zwei Fahrspuren für Kraftfahrzeuge. Fahrradwege wurden im Sommer 2019 durch neue Markierungen auf der Fahrbahn eingerichtet. Die durch Bordsteine abgesetzten Bürgersteige sind für einen Boulevard eher schmal ausgefallen, insbesondere auf der Nordseite. Für den ruhenden Verkehr sind außen weitgehend Parkstreifen angeordnet. Im Straßenabschnitt zwischen Cecilienallee und Fischerstraße ist der Streifen zwischen den Fahrbahnen als Stellplatzanlage ausgebildet. Statt der Eschen sind hier Robinien gepflanzt. Zur Gänze liegt die Klever Straße in der Umweltzone der Stadt Düsseldorf.

## Öffentlicher Personennahverkehr
Die Stadtbahn Düsseldorf unterhält an der Klever Straße den U-Bahnhof Victoriaplatz/Klever Straße. Hier verlaufen in nord-südlicher Richtung die Linien U78 (Düsseldorf Hbf – Merkur Spiel-Arena/Messe Nord) und U79 (Duisburg-Meiderich Bf – Universität Ost/Botanischer Garten) als Teil ihrer Stammstrecke 1. Die nördlichen U-Bahnhofsausgänge an der Klever Straße liegen zu beiden Seiten der Fischerstraße. Die Fischerstraße kann über die Passage zwischen den beidseitigen U-Bahnhofausgängen unterquert werden. Außerdem verkehrt an der Klever Straße die Buslinie 722 (Eller, Vennhauser Allee – Messe/Congresscenter) der Rheinbahn; eine Haltestelle zu beiden Seiten der Straße liegt dort in Höhe des Kolpingplatzes.

## Trivia

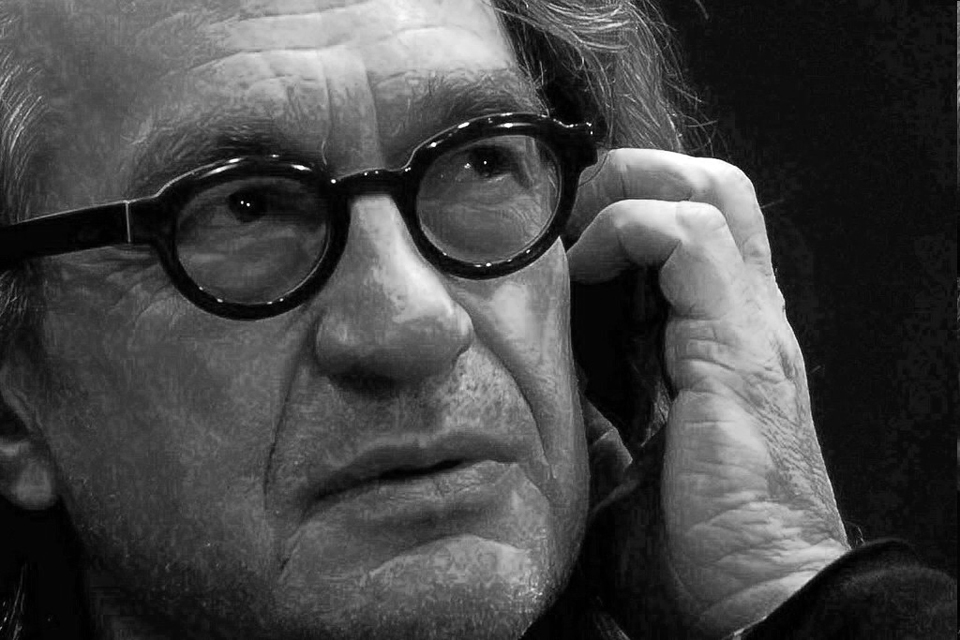
Wim Wenders

Auf der Pempelforter Seite der Klever Straße, an der Ecke zur Kaiserswerther Straße, steht das von Wilhelm Mohr in den 1920er Jahren entworfene Ärzte- und Wohnhaus Klever Straße 29, in dem der berühmte Filmregisseur Wim Wenders geboren wurde und die ersten Jahre seiner Kindheit verbrachte.
Am 2. Juli 2017 lag die Klever Straße auf der 2. Etappe der 104. Tour de France.